# Albit
Albit (latinski albus bijel) je ime za natrijski feldspat koji je sastavni mineral eruptivnih stijena i pegmatita. Albit ima kemijsku formulu Na[AlSi3O8]. Na visokim temperaturama čini seriju čvrstih otopina s kalcijskim feldspatom - anortitom Ca[Al2Si2O8], koju nazivamo plagioklasi.